# Ionuț Mazilu
Ionuț Costinel Mazilu (n. 9 februarie 1982, București, România) este un jucător român de fotbal, în prezent sub contract cu Dnepr Dnepropetrovsk și împrumutat la Arsenal Kiev.
Mazilu a început cariera la Sportul Studentesc în 1999. A debutat în Divizia A pentru Sportul Studențesc la data de 3 august 2001 în meciul Sportul Studențesc – Petrolul Ploiești, meci încheiat cu victoria gazdelor cu 3-0. În sezonul 2005-06, el a fost cel mai important marcator din România Liga I 22 goluri.
Următorul sezon, s-a transferat la Rapid București, unde a jucat timp de doi ani 34 de jocuri și a marcat 18 goluri.
La 12 ianuarie, 2008, Mazilu a fost transferat în Ucraina la clubul FC Dnipro din Vîșcea Liha, pentru o sumă de 4 milioane de euro, cea mai mare sumă de transfer primită pe transferul unui jucător român la momentul respectiv. El nu reușește să aibă un impact major și a fost împrumutat la FC Arsenal Kiev.